# CPR-Gruppe
Die CPR-Gruppe (englisch CPR group, Candidate Phyla Radiation) ist eine große evolutionäre Radiation von Bakterienlinien (Kladen), deren Mitglieder bisher meist nicht kultiviert werden konnten und nur durch Metagenomik oder Sequenzierung von Einzelzellen bekannt sind.
Aufgrund ihrer im Vergleich zu anderen Bakterien geringen Größe im Nanobereich wurden sie auch als Nanobakterien (Nanobacteria) oder ultrakleine Bakterien (ultra-small bacteria) bezeichnet. Ursprünglich (um 2016) hatte man angenommen, dass die CPR-Gruppe über 15 % der gesamten bakteriellen Vielfalt ausmacht und entsprechend aus mehr als 70 verschiedenen Phyla bestehen könnte.
Die Genome Taxonomy Database (GTDB) hat jedoch 2018 auf der Grundlage der relativen evolutionären Divergenz festgestellt, dass die CPR-Gruppe ein einziges Phylum darstellt.
Frühere Zahlen könnten durch die rasche Evolution der ribosomalen Proteine aufgebläht worden sein.
Die CPR-Kladen zeichnen sich im Allgemeinen dadurch aus, dass sie kleine Genome haben und ihnen mehrere für andere Bakterien gängig Biosynthesewege und ribosomale Proteine fehlen.
Dies hat zu der Vermutung geführt, dass es sich wahrscheinlich um obligate Symbionten (oder Parasiten) handelt.
In früheren Arbeiten wurde ein Superstamm (Superphylum) namens Patescibacteria vorgeschlagen, der mehrere Stämme (Phyla) umfasst, die später der CPR-Gruppe zugeschrieben wurden.
Daher werden die Bezeichnungen Patescibacteria und CPR oft als Synonyme verwendet.
Die GTDB verwendet aber weiter die Bezeichnung CPR group, weil sie diese Klade selbst nur als Stamm betrachtet.

## Etymologie
Die Bezeichnung „Patescibacteria“ leitet sich ab von lateinisch patesco ‚ich bin sauber, kahl, einfach‘, englisch ‚bare‘, was auch als ‚schlicht‘ oder ‚einfach‘ verstanden werden kann und auf die geringeren Stoffwechselkapazitäten dieser Bakterien anspielt.
Die englische Bezeichnung Candidate Phyla Radiation bedeutet Auffächerung (Radiation) von Kandidaten-Phyla.

## Beschreibung
Mit einigen wenigen Ausnahmen fehlen den Mitgliedern der CPR-Gruppe im Allgemeinen mehrere Biosynthesewege für verschiedene Aminosäuren und Nukleotide.
Bislang geben die Genomdaten keine Hinweise darauf, dass die Mitglieder von CPR in der Lage sind, die für die Bildung der Zellhülle wesentlichen Lipide zu produzieren. Außerdem fehlen ihnen in der Regel vollständige Citratcyclen (Tricarbonsäurezyklen, TCA-Zyklen) und Komplexe der Elektronentransportkette, einschließlich der ATP-Synthase.
Dieses Fehlen mehrerer wichtiger Stoffwechselwege, die in den meisten freilebenden Prokaryoten zu finden sind, deutet darauf hin, dass die CPR-Gruppe aus obligat fermentativen (gärenden) Symbionten besteht.
Darüber hinaus weisen die CPR-Mitglieder spezifische ribosomale Merkmale auf.
Da die Mitglieder der CPR im Allgemeinen nicht kultivierbar sind, werden sie bei von Kultivierung abhängigen Methoden generell übersehen. Aber auch bei kulturunabhängigen Studien, die sich auf 16S-rRNA-Sequenzen stützen werden sie häufig übersehen.
Ihre rRNA-Gene scheinen für Proteine zu kodieren und haben selbstspleißende Introns. Dies sind Merkmale, die bei Bakterien sonst selten vorkommen, hier aber bereits 1995 gefunden wurden.
Aufgrund dieser Introns werden CPR-Mitglieder bei 16S-abhängigen Methoden nicht erkannt.
Außerdem fehlt allen CPR-Mitgliedern wie bei vielen Symbionten das ribosomale L30-Protein (en. 60S ribosomal protein L7, RPL7).
Viele Merkmale der CPR-Gruppe sind denen der ultrakleinen Archaeen aus dem DPANN-Superphylum ähnlich oder entsprechen ihnen direkt.

### Größe
Die Mitglieder der CPR-Gruppe sind ultrakleine Bakterien im Nanometerbereich, übliche Durchmesser liegen bei ca. 250 nm sind üblich.
Das Volumen beträgt entsprechend 0,009 (±0,002) μm³ (Kubikmikrometer) und kann durch Aushungern weiter verringert werden.
Elektronenmikroskopische Untersuchungen haben eine ähnliche Größe bei ultrakleinen Archaeen des DPANN-Superphylums ergeben.
Sehr kleine Bakterien werden auch als Ultramikrobakterien (UMB) bezeichnet. UMB finden sich nicht nur bei der CPR-Gruppe, es gibt auch Beispiele unter den Proteobakterien, Deinococcus-Thermus, Firmicutes, Acidobacteria, Dependentiae und Elusimicrobia.
In all diesen Fällen sind die Genome klein, 0,58 bis 3,2 Mbp (Megabasenpaare).

### Aufbau
Die Mitglieder der CPR-Gruppe haben folgende strukturelle Eigenschaften:
- Ein sehr dichtes zytoplasmatisches Kompartiment mit dicht gepackter DNA (Supercoiled DNA).
- Eine geringe Zahl an Ribosomen (im Schnitt um die 42 ±9,5), die sich an den Zellenden in Ansammlungen befinden, die als Polysome bezeichnet werden.
- Ein bakterielles Lipid der Cytoplasmamembran, das Fettsäuren mit langen Alkylketten (-CH2-) enthält, die nur eine oder zwei endständige Methylgruppen (–CH3) aufweisen. Die Genomanalyse zeigt, dass die normalerweise in Bakterien vorkommenden Komponenten für die Synthese von Membranlipiden nicht vorhanden sind.
- Sie haben eine komplexe Zellwand aus Peptidoglykan und sind von einem charakteristischen S-Layer mit hexagonaler Symmetrie umhüllt.
- Die Zellen sind gramnegativ aufgrund des äußeren S-Layers. Die meisten haben jedoch keine äußere Membran, so dass die Struktur monodermal ist (mit Einfach-, nicht Doppelmembran), ähnlich wie bei Archaeen.
- Es sind zahlreiche Strukturen die Pili ähneln erkennbar, die die Zellwand durchdringen, mit unterschiedlichen Längen und Dicken. Gelegentlich verbinden sich diese Pili mit anderen großen Zellen.
- Nicht näher identifizierte ringförmige Strukturen, die im Inneren mit Fäden verbunden sind.

### Habitat
Die Bakterien der CPR-Gruppe sind sehr vielfältig und in der terrestrischen und marinen Umgebungen weit verbreitet und auch im Grundwasser sehr häufig.
Bislang (Stand 2019) wurden sie im menschlichen Mikrobiom, im Trinkwasser, in Grundwasserleitern, im Meeressediment, im Boden, in tiefen unterirdischen Sedimenten, im Maul von Delfinen und in anderen Umgebungen gefunden.
Sie wurden als Episymbionten anderer Mikroorganismen gefunden, von denen sie aufgrund ihrer begrenzten Biosynthesekapazität abhängig sind. Sie sind auch von Bedeutung in heißen Quellen, allerdings nimmt ihre Häufigkeit mit steigender Temperatur ab.
Es wurde festgestellt, dass Grundwasserumgebungen eine besonders große Fülle an CPR-Bakterien enthalten (bis zu 38 % des gesamten Mikrobioms). Vertreter wurden auch in Tiefseesedimenten, im Permafrost und im tiefen kontinentalen Untergrund gefunden.
„Guaymas1“ ist eine vorgeschlagene Klade von mit den Thermodesulfobacteria verwandten mutmaßlichen Patescibacteria aus den hydrothermal aktiven Meeressedimenten des Guaymas-Beckens (siehe auch Saccharibacteria §Phylogenie).

## Phylogenie

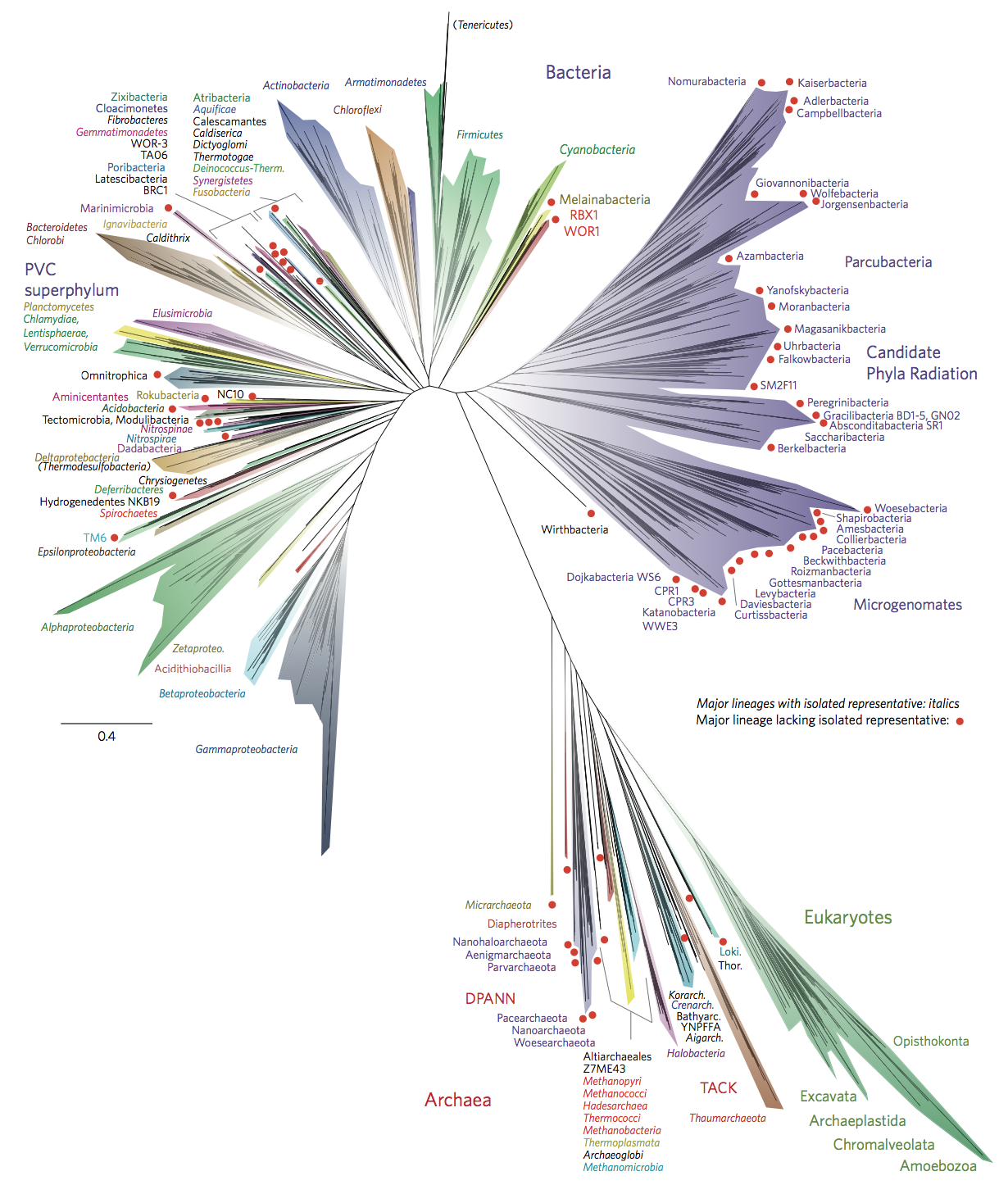
Ein phylogenetischer Baum auf der Grundlage ribosomaler Proteine (2016).

Einige frühe phylogenetische Analysen aufgrund von Profilen der ribosomalen Proteine und des Vorkommens von Proteinfamilien ergaben, dass die CPR-Klade die basalste Verzweigungslinie in der Domäne der Bakterien ist. Diese Studien ergaben die folgende Phylogenie der Phyla und Superphyla (letztere sind fett wiedergegeben):
|  | Dojkabacteria                                                     |
|  |                                                                   |
|  | \| \| Katanobacteria \| \| \| \| \| \| Microgenomates \| \| \| \| |
|  |                                                                   |
|  | Katanobacteria                                                    |
|  |                                                                   |
|  | Microgenomates                                                    |
|  |                                                                   |

|  | Katanobacteria |
|  |                |
|  | Microgenomates |
|  |                |

|  | Berkelbacteria   |
|  |                  |
|  | Saccharibacteria |
|  |                  |

|  | Peregrinibacteria                                                      |
|  |                                                                        |
|  | \| \| Absconditabacteria \| \| \| \| \| \| Gracilibacteria \| \| \| \| |
|  |                                                                        |
|  | Absconditabacteria                                                     |
|  |                                                                        |
|  | Gracilibacteria                                                        |
|  |                                                                        |

|  | Absconditabacteria |
|  |                    |
|  | Gracilibacteria    |
|  |                    |

|  | Peregrinibacteria                                                      |
|  |                                                                        |
|  | \| \| Absconditabacteria \| \| \| \| \| \| Gracilibacteria \| \| \| \| |
|  |                                                                        |
|  | Absconditabacteria                                                     |
|  |                                                                        |
|  | Gracilibacteria                                                        |
|  |                                                                        |

|  | Absconditabacteria |
|  |                    |
|  | Gracilibacteria    |
|  |                    |

|  | Berkelbacteria   |
|  |                  |
|  | Saccharibacteria |
|  |                  |

|  | Peregrinibacteria                                                      |
|  |                                                                        |
|  | \| \| Absconditabacteria \| \| \| \| \| \| Gracilibacteria \| \| \| \| |
|  |                                                                        |
|  | Absconditabacteria                                                     |
|  |                                                                        |
|  | Gracilibacteria                                                        |
|  |                                                                        |

|  | Absconditabacteria |
|  |                    |
|  | Gracilibacteria    |
|  |                    |

|  | Peregrinibacteria                                                      |
|  |                                                                        |
|  | \| \| Absconditabacteria \| \| \| \| \| \| Gracilibacteria \| \| \| \| |
|  |                                                                        |
|  | Absconditabacteria                                                     |
|  |                                                                        |
|  | Gracilibacteria                                                        |
|  |                                                                        |

|  | Absconditabacteria |
|  |                    |
|  | Gracilibacteria    |
|  |                    |

|  | Dojkabacteria                                                     |
|  |                                                                   |
|  | \| \| Katanobacteria \| \| \| \| \| \| Microgenomates \| \| \| \| |
|  |                                                                   |
|  | Katanobacteria                                                    |
|  |                                                                   |
|  | Microgenomates                                                    |
|  |                                                                   |

|  | Katanobacteria |
|  |                |
|  | Microgenomates |
|  |                |

|  | Berkelbacteria   |
|  |                  |
|  | Saccharibacteria |
|  |                  |

|  | Peregrinibacteria                                                      |
|  |                                                                        |
|  | \| \| Absconditabacteria \| \| \| \| \| \| Gracilibacteria \| \| \| \| |
|  |                                                                        |
|  | Absconditabacteria                                                     |
|  |                                                                        |
|  | Gracilibacteria                                                        |
|  |                                                                        |

|  | Absconditabacteria |
|  |                    |
|  | Gracilibacteria    |
|  |                    |

|  | Peregrinibacteria                                                      |
|  |                                                                        |
|  | \| \| Absconditabacteria \| \| \| \| \| \| Gracilibacteria \| \| \| \| |
|  |                                                                        |
|  | Absconditabacteria                                                     |
|  |                                                                        |
|  | Gracilibacteria                                                        |
|  |                                                                        |

|  | Absconditabacteria |
|  |                    |
|  | Gracilibacteria    |
|  |                    |

|  | Berkelbacteria   |
|  |                  |
|  | Saccharibacteria |
|  |                  |

|  | Peregrinibacteria                                                      |
|  |                                                                        |
|  | \| \| Absconditabacteria \| \| \| \| \| \| Gracilibacteria \| \| \| \| |
|  |                                                                        |
|  | Absconditabacteria                                                     |
|  |                                                                        |
|  | Gracilibacteria                                                        |
|  |                                                                        |

|  | Absconditabacteria |
|  |                    |
|  | Gracilibacteria    |
|  |                    |

|  | Peregrinibacteria                                                      |
|  |                                                                        |
|  | \| \| Absconditabacteria \| \| \| \| \| \| Gracilibacteria \| \| \| \| |
|  |                                                                        |
|  | Absconditabacteria                                                     |
|  |                                                                        |
|  | Gracilibacteria                                                        |
|  |                                                                        |

|  | Absconditabacteria |
|  |                    |
|  | Gracilibacteria    |
|  |                    |

|  | Dojkabacteria                                                     |
|  |                                                                   |
|  | \| \| Katanobacteria \| \| \| \| \| \| Microgenomates \| \| \| \| |
|  |                                                                   |
|  | Katanobacteria                                                    |
|  |                                                                   |
|  | Microgenomates                                                    |
|  |                                                                   |

|  | Katanobacteria |
|  |                |
|  | Microgenomates |
|  |                |

|  | Berkelbacteria   |
|  |                  |
|  | Saccharibacteria |
|  |                  |

|  | Peregrinibacteria                                                      |
|  |                                                                        |
|  | \| \| Absconditabacteria \| \| \| \| \| \| Gracilibacteria \| \| \| \| |
|  |                                                                        |
|  | Absconditabacteria                                                     |
|  |                                                                        |
|  | Gracilibacteria                                                        |
|  |                                                                        |

|  | Absconditabacteria |
|  |                    |
|  | Gracilibacteria    |
|  |                    |

|  | Peregrinibacteria                                                      |
|  |                                                                        |
|  | \| \| Absconditabacteria \| \| \| \| \| \| Gracilibacteria \| \| \| \| |
|  |                                                                        |
|  | Absconditabacteria                                                     |
|  |                                                                        |
|  | Gracilibacteria                                                        |
|  |                                                                        |

|  | Absconditabacteria |
|  |                    |
|  | Gracilibacteria    |
|  |                    |

|  | Berkelbacteria   |
|  |                  |
|  | Saccharibacteria |
|  |                  |

|  | Peregrinibacteria                                                      |
|  |                                                                        |
|  | \| \| Absconditabacteria \| \| \| \| \| \| Gracilibacteria \| \| \| \| |
|  |                                                                        |
|  | Absconditabacteria                                                     |
|  |                                                                        |
|  | Gracilibacteria                                                        |
|  |                                                                        |

|  | Absconditabacteria |
|  |                    |
|  | Gracilibacteria    |
|  |                    |

|  | Peregrinibacteria                                                      |
|  |                                                                        |
|  | \| \| Absconditabacteria \| \| \| \| \| \| Gracilibacteria \| \| \| \| |
|  |                                                                        |
|  | Absconditabacteria                                                     |
|  |                                                                        |
|  | Gracilibacteria                                                        |
|  |                                                                        |

|  | Absconditabacteria |
|  |                    |
|  | Gracilibacteria    |
|  |                    |

|  | Dojkabacteria                                                     |
|  |                                                                   |
|  | \| \| Katanobacteria \| \| \| \| \| \| Microgenomates \| \| \| \| |
|  |                                                                   |
|  | Katanobacteria                                                    |
|  |                                                                   |
|  | Microgenomates                                                    |
|  |                                                                   |

|  | Katanobacteria |
|  |                |
|  | Microgenomates |
|  |                |

|  | Berkelbacteria   |
|  |                  |
|  | Saccharibacteria |
|  |                  |

|  | Peregrinibacteria                                                      |
|  |                                                                        |
|  | \| \| Absconditabacteria \| \| \| \| \| \| Gracilibacteria \| \| \| \| |
|  |                                                                        |
|  | Absconditabacteria                                                     |
|  |                                                                        |
|  | Gracilibacteria                                                        |
|  |                                                                        |

|  | Absconditabacteria |
|  |                    |
|  | Gracilibacteria    |
|  |                    |

|  | Peregrinibacteria                                                      |
|  |                                                                        |
|  | \| \| Absconditabacteria \| \| \| \| \| \| Gracilibacteria \| \| \| \| |
|  |                                                                        |
|  | Absconditabacteria                                                     |
|  |                                                                        |
|  | Gracilibacteria                                                        |
|  |                                                                        |

|  | Absconditabacteria |
|  |                    |
|  | Gracilibacteria    |
|  |                    |

|  | Berkelbacteria   |
|  |                  |
|  | Saccharibacteria |
|  |                  |

|  | Peregrinibacteria                                                      |
|  |                                                                        |
|  | \| \| Absconditabacteria \| \| \| \| \| \| Gracilibacteria \| \| \| \| |
|  |                                                                        |
|  | Absconditabacteria                                                     |
|  |                                                                        |
|  | Gracilibacteria                                                        |
|  |                                                                        |

|  | Absconditabacteria |
|  |                    |
|  | Gracilibacteria    |
|  |                    |

|  | Peregrinibacteria                                                      |
|  |                                                                        |
|  | \| \| Absconditabacteria \| \| \| \| \| \| Gracilibacteria \| \| \| \| |
|  |                                                                        |
|  | Absconditabacteria                                                     |
|  |                                                                        |
|  | Gracilibacteria                                                        |
|  |                                                                        |

|  | Absconditabacteria |
|  |                    |
|  | Gracilibacteria    |
|  |                    |

|  | Dojkabacteria                                                     |
|  |                                                                   |
|  | \| \| Katanobacteria \| \| \| \| \| \| Microgenomates \| \| \| \| |
|  |                                                                   |
|  | Katanobacteria                                                    |
|  |                                                                   |
|  | Microgenomates                                                    |
|  |                                                                   |

|  | Katanobacteria |
|  |                |
|  | Microgenomates |
|  |                |

|  | Berkelbacteria   |
|  |                  |
|  | Saccharibacteria |
|  |                  |

|  | Peregrinibacteria                                                      |
|  |                                                                        |
|  | \| \| Absconditabacteria \| \| \| \| \| \| Gracilibacteria \| \| \| \| |
|  |                                                                        |
|  | Absconditabacteria                                                     |
|  |                                                                        |
|  | Gracilibacteria                                                        |
|  |                                                                        |

|  | Absconditabacteria |
|  |                    |
|  | Gracilibacteria    |
|  |                    |

|  | Peregrinibacteria                                                      |
|  |                                                                        |
|  | \| \| Absconditabacteria \| \| \| \| \| \| Gracilibacteria \| \| \| \| |
|  |                                                                        |
|  | Absconditabacteria                                                     |
|  |                                                                        |
|  | Gracilibacteria                                                        |
|  |                                                                        |

|  | Absconditabacteria |
|  |                    |
|  | Gracilibacteria    |
|  |                    |

|  | Berkelbacteria   |
|  |                  |
|  | Saccharibacteria |
|  |                  |

|  | Peregrinibacteria                                                      |
|  |                                                                        |
|  | \| \| Absconditabacteria \| \| \| \| \| \| Gracilibacteria \| \| \| \| |
|  |                                                                        |
|  | Absconditabacteria                                                     |
|  |                                                                        |
|  | Gracilibacteria                                                        |
|  |                                                                        |

|  | Absconditabacteria |
|  |                    |
|  | Gracilibacteria    |
|  |                    |

|  | Peregrinibacteria                                                      |
|  |                                                                        |
|  | \| \| Absconditabacteria \| \| \| \| \| \| Gracilibacteria \| \| \| \| |
|  |                                                                        |
|  | Absconditabacteria                                                     |
|  |                                                                        |
|  | Gracilibacteria                                                        |
|  |                                                                        |

|  | Absconditabacteria |
|  |                    |
|  | Gracilibacteria    |
|  |                    |

|  | Dojkabacteria                                                     |
|  |                                                                   |
|  | \| \| Katanobacteria \| \| \| \| \| \| Microgenomates \| \| \| \| |
|  |                                                                   |
|  | Katanobacteria                                                    |
|  |                                                                   |
|  | Microgenomates                                                    |
|  |                                                                   |

|  | Katanobacteria |
|  |                |
|  | Microgenomates |
|  |                |

|  | Berkelbacteria   |
|  |                  |
|  | Saccharibacteria |
|  |                  |

|  | Peregrinibacteria                                                      |
|  |                                                                        |
|  | \| \| Absconditabacteria \| \| \| \| \| \| Gracilibacteria \| \| \| \| |
|  |                                                                        |
|  | Absconditabacteria                                                     |
|  |                                                                        |
|  | Gracilibacteria                                                        |
|  |                                                                        |

|  | Absconditabacteria |
|  |                    |
|  | Gracilibacteria    |
|  |                    |

|  | Peregrinibacteria                                                      |
|  |                                                                        |
|  | \| \| Absconditabacteria \| \| \| \| \| \| Gracilibacteria \| \| \| \| |
|  |                                                                        |
|  | Absconditabacteria                                                     |
|  |                                                                        |
|  | Gracilibacteria                                                        |
|  |                                                                        |

|  | Absconditabacteria |
|  |                    |
|  | Gracilibacteria    |
|  |                    |

|  | Berkelbacteria   |
|  |                  |
|  | Saccharibacteria |
|  |                  |

|  | Peregrinibacteria                                                      |
|  |                                                                        |
|  | \| \| Absconditabacteria \| \| \| \| \| \| Gracilibacteria \| \| \| \| |
|  |                                                                        |
|  | Absconditabacteria                                                     |
|  |                                                                        |
|  | Gracilibacteria                                                        |
|  |                                                                        |

|  | Absconditabacteria |
|  |                    |
|  | Gracilibacteria    |
|  |                    |

|  | Peregrinibacteria                                                      |
|  |                                                                        |
|  | \| \| Absconditabacteria \| \| \| \| \| \| Gracilibacteria \| \| \| \| |
|  |                                                                        |
|  | Absconditabacteria                                                     |
|  |                                                                        |
|  | Gracilibacteria                                                        |
|  |                                                                        |

|  | Absconditabacteria |
|  |                    |
|  | Gracilibacteria    |
|  |                    |

|  | Dojkabacteria                                                     |
|  |                                                                   |
|  | \| \| Katanobacteria \| \| \| \| \| \| Microgenomates \| \| \| \| |
|  |                                                                   |
|  | Katanobacteria                                                    |
|  |                                                                   |
|  | Microgenomates                                                    |
|  |                                                                   |

|  | Katanobacteria |
|  |                |
|  | Microgenomates |
|  |                |

|  | Berkelbacteria   |
|  |                  |
|  | Saccharibacteria |
|  |                  |

|  | Peregrinibacteria                                                      |
|  |                                                                        |
|  | \| \| Absconditabacteria \| \| \| \| \| \| Gracilibacteria \| \| \| \| |
|  |                                                                        |
|  | Absconditabacteria                                                     |
|  |                                                                        |
|  | Gracilibacteria                                                        |
|  |                                                                        |

|  | Absconditabacteria |
|  |                    |
|  | Gracilibacteria    |
|  |                    |

|  | Peregrinibacteria                                                      |
|  |                                                                        |
|  | \| \| Absconditabacteria \| \| \| \| \| \| Gracilibacteria \| \| \| \| |
|  |                                                                        |
|  | Absconditabacteria                                                     |
|  |                                                                        |
|  | Gracilibacteria                                                        |
|  |                                                                        |

|  | Absconditabacteria |
|  |                    |
|  | Gracilibacteria    |
|  |                    |

|  | Berkelbacteria   |
|  |                  |
|  | Saccharibacteria |
|  |                  |

|  | Peregrinibacteria                                                      |
|  |                                                                        |
|  | \| \| Absconditabacteria \| \| \| \| \| \| Gracilibacteria \| \| \| \| |
|  |                                                                        |
|  | Absconditabacteria                                                     |
|  |                                                                        |
|  | Gracilibacteria                                                        |
|  |                                                                        |

|  | Absconditabacteria |
|  |                    |
|  | Gracilibacteria    |
|  |                    |

|  | Peregrinibacteria                                                      |
|  |                                                                        |
|  | \| \| Absconditabacteria \| \| \| \| \| \| Gracilibacteria \| \| \| \| |
|  |                                                                        |
|  | Absconditabacteria                                                     |
|  |                                                                        |
|  | Gracilibacteria                                                        |
|  |                                                                        |

|  | Absconditabacteria |
|  |                    |
|  | Gracilibacteria    |
|  |                    |

|  | Dojkabacteria                                                     |
|  |                                                                   |
|  | \| \| Katanobacteria \| \| \| \| \| \| Microgenomates \| \| \| \| |
|  |                                                                   |
|  | Katanobacteria                                                    |
|  |                                                                   |
|  | Microgenomates                                                    |
|  |                                                                   |

|  | Katanobacteria |
|  |                |
|  | Microgenomates |
|  |                |

|  | Berkelbacteria   |
|  |                  |
|  | Saccharibacteria |
|  |                  |

|  | Peregrinibacteria                                                      |
|  |                                                                        |
|  | \| \| Absconditabacteria \| \| \| \| \| \| Gracilibacteria \| \| \| \| |
|  |                                                                        |
|  | Absconditabacteria                                                     |
|  |                                                                        |
|  | Gracilibacteria                                                        |
|  |                                                                        |

|  | Absconditabacteria |
|  |                    |
|  | Gracilibacteria    |
|  |                    |

|  | Peregrinibacteria                                                      |
|  |                                                                        |
|  | \| \| Absconditabacteria \| \| \| \| \| \| Gracilibacteria \| \| \| \| |
|  |                                                                        |
|  | Absconditabacteria                                                     |
|  |                                                                        |
|  | Gracilibacteria                                                        |
|  |                                                                        |

|  | Absconditabacteria |
|  |                    |
|  | Gracilibacteria    |
|  |                    |

|  | Berkelbacteria   |
|  |                  |
|  | Saccharibacteria |
|  |                  |

|  | Peregrinibacteria                                                      |
|  |                                                                        |
|  | \| \| Absconditabacteria \| \| \| \| \| \| Gracilibacteria \| \| \| \| |
|  |                                                                        |
|  | Absconditabacteria                                                     |
|  |                                                                        |
|  | Gracilibacteria                                                        |
|  |                                                                        |

|  | Absconditabacteria |
|  |                    |
|  | Gracilibacteria    |
|  |                    |

|  | Peregrinibacteria                                                      |
|  |                                                                        |
|  | \| \| Absconditabacteria \| \| \| \| \| \| Gracilibacteria \| \| \| \| |
|  |                                                                        |
|  | Absconditabacteria                                                     |
|  |                                                                        |
|  | Gracilibacteria                                                        |
|  |                                                                        |

|  | Absconditabacteria |
|  |                    |
|  | Gracilibacteria    |
|  |                    |

Diese Phylogenie basiert auf ribosomalen Proteinen (Hug et al., 2016).
Andere Ansätze, einschließlich der Existenz von Proteinfamilien und 16S rRNA, lieferten ähnliche Ergebnisse bei geringerer Auflösung (2017, 2019).
Mehrere neuere Studien deuten jedoch darauf hin, dass die CPR-Gruppe zu den Terrabacteria gehört und enger mit den Chloroflexi verwandt ist.

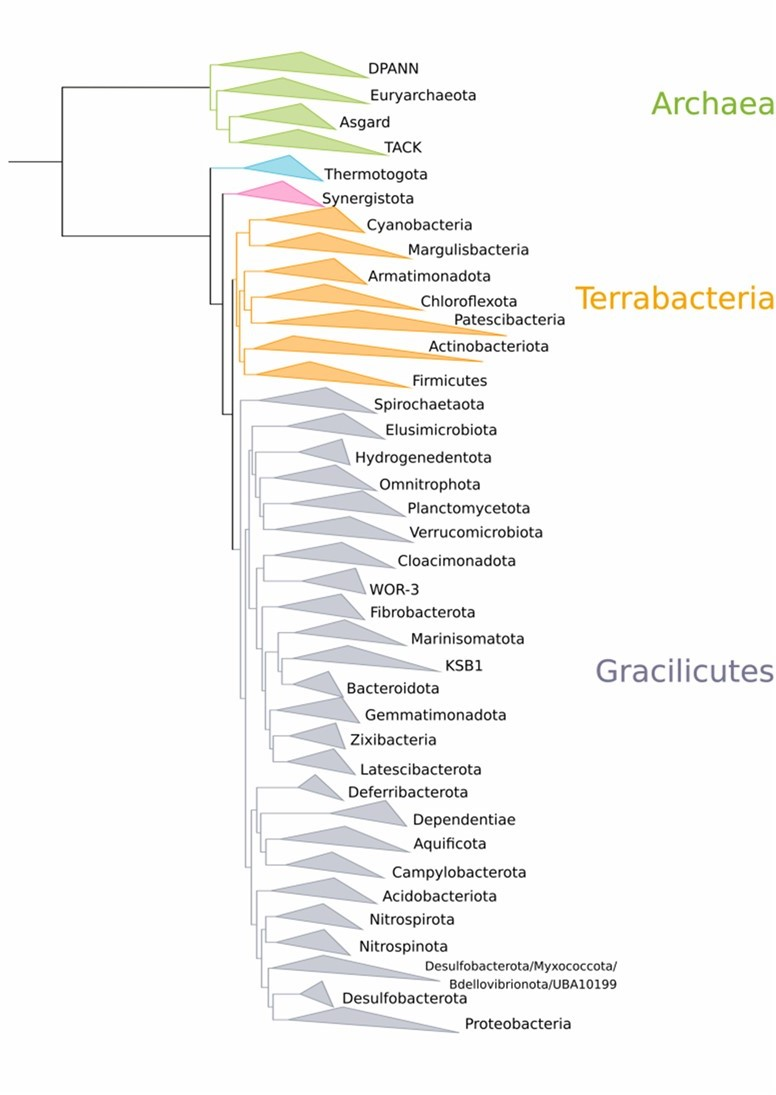
Phylogenie von Bakterien und Archaeen anhand von ribosomalen Proteinen und RNA-Polymerase-Untereinheiten (2021).

## Systematik
Da viele Mitglieder der CPR-Gruppe nicht kultivierbar sind, können sie nicht formell in die bakterielle Taxonomie eingeordnet werden. Dennoch hat man sich auf eine Reihe von vorläufigen Namen (Candidatus-Namen) geeinigt.
Seit 2017 sind zwei Superphyla als Mitglieder der CPR-Gruppe allgemein anerkannt: Parcubacteria und Microgenomates; daneben eine Reihe weiterer Phyla:
Die hier angegebene Konsens-Systematik (Stand 21. März 2022) beruht auf den folgenden Quellen:
- National Center for Biotechnology Information (NCBI)[24]
- List of Prokaryotic names with Standing in Nomenclature (LPSN)[25]
- Anantharaman et al. (2016)[26]
- Jaffe et al. (2020)[27]

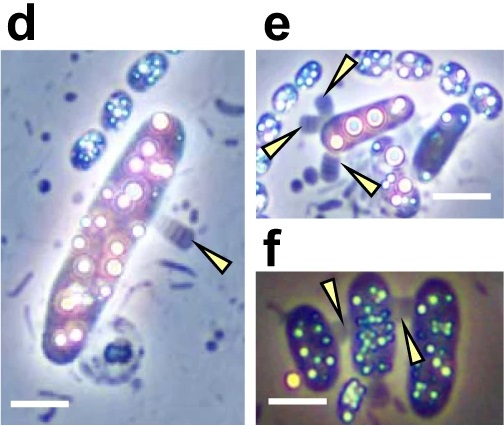
Mikroskopische Aufnahme von anoxygenen photosynthetischen Bakterien, die von epibiontischen Vampirococcus-Zellen (Absconditabacteria) und Filamenten aus wenigen Zellen infiziert sind (gelbe Pfeile). Balken: 1 µm.

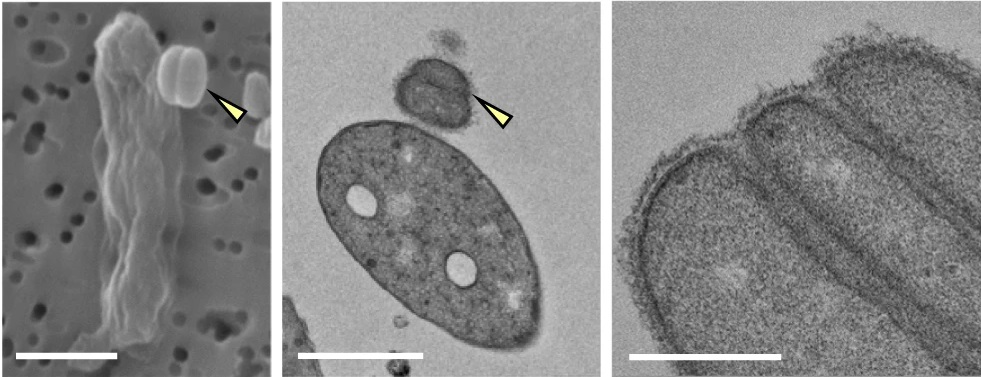
Links: REM-Aufnahme einer Wirtszelle, die von zwei gestapelten Vampirococcus-Zellen infiziert wurde (gelber Pfeil). Mitte: TEM-Aufnahme eines Dünnschnitts infizierten Wirtszelle (gelber Pfeil). Rechts: Nähere TEM-Ansicht eines Dünnschliffs mit faseriger, zerklüfteter Zelloberfläche und großem Zwischenraum zwischen zusammenhängenden Zellen. Balken: 1 µm (links, Mitte); 0,5 µm (rechts).

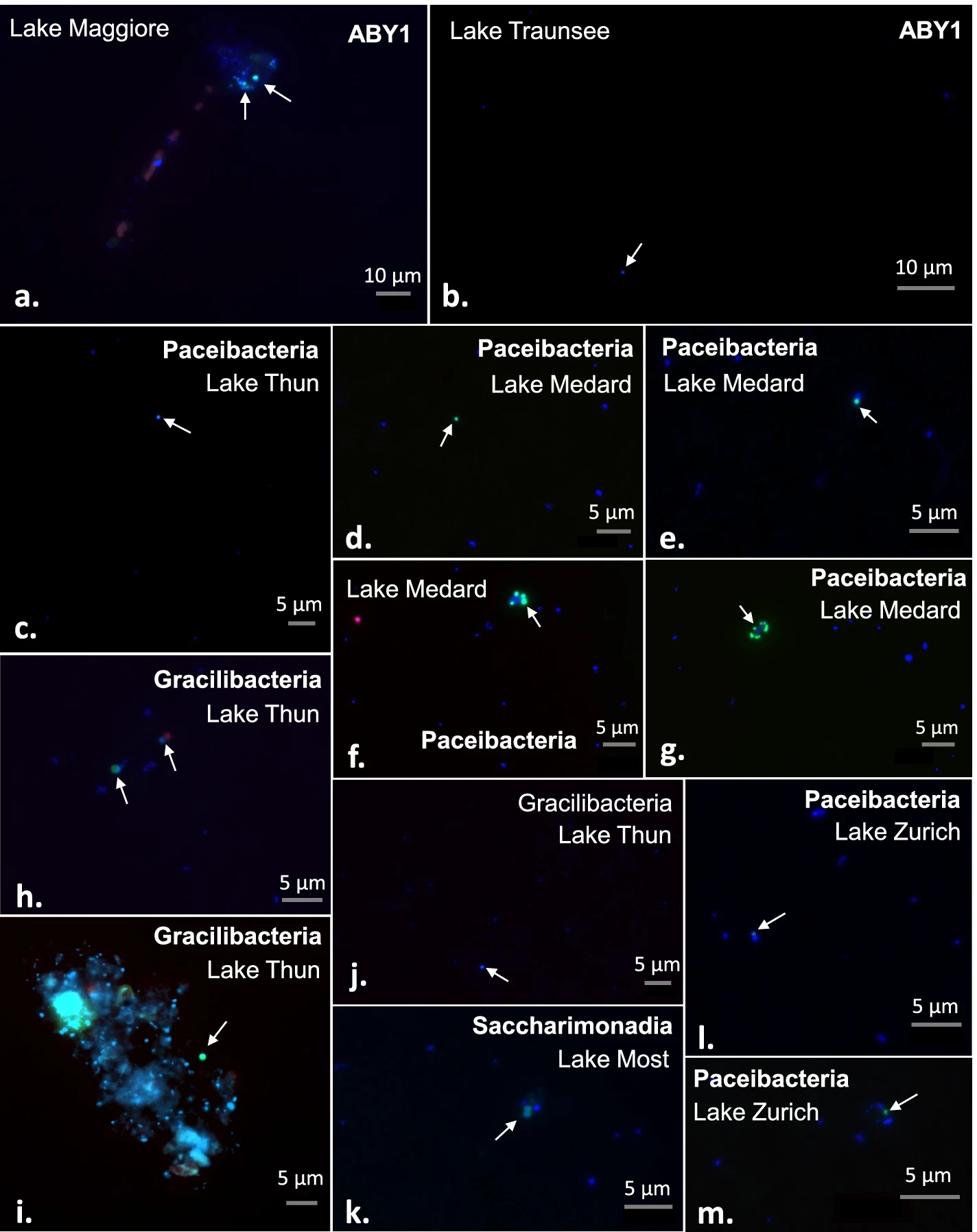
CARD-FISH-Aufnahme von Mitgliedern verschiedener CPR-Kladen aus europäischen Seen.
a, b Familien GWF2-40-263 bzw. UBA9934 (beide ABY1).
c-f Gattung GWA1-54-10 (Paceibacteria).
h, i Gattung 2-02-FULL-48-14 (Gracilibacteria).
j Familiengruppe LOWO2-01-FULL-3 (Gracilibacteria).
k Familie UBA10212 (Saccharimonadia).
l, m Familiengruppe UBA11359 (Paceibacteria).

Klade: CPR-Gruppe (englisch CPR group), mit Synonym „Patescibacteria“ Rinke et al. 2013
- Klade/Superphylum: Gracilibacteria cluster
  - Phylum: Ca. „Gracilibacteria“ Rinke et al. 2013, alias Candidate division ACD80 oder Candidate division BD1-5
  - Phylum: Ca. „Abawacabacteria“ Anantharaman et al. 2016 (RIF46)
  - Phylum: Ca. „Absconditabacteria“ Hug et al. 2016b, alias Candidate division SR1 (Sulphur River 1)
  - Phylum: Ca. „Fertabacteria“ Dudek et al. 2017 (DOLZORAL124_38_8)
  - Phylum: Ca. „Peregrinibacteria“ Brown et al. 2015 (PER)
  - Phylum: Ca. „Peribacteria“ Anantharaman et al. 2016

- Klade: Microgenomates cluster/group, alias Candidate division OP11 (Obsidian Pool 11) s. l.
  - Phylum: Ca. „Amesbacteria“ Brown et al. 2015
  - Phylum: Ca. „Beckwithbacteria“ Brown et al. 2015
  - Phylum: Ca. „Blackburnbacteria“ Anantharaman et al. 2016 (RIF35)[26]
  - Phylum: Ca. „Cerribacteria“ Kroeger et al. 2018
  - Phylum: Ca. „Chisholmbacteria“ Anantharaman et al. 2016 (RIF36)[26]
  - Phylum: Ca. „Collierbacteria“ Brown et al. 2015
  - Phylum: Ca. „Curtissbacteria“ Brown et al. 2015
  - Phylum: Ca. „Daviesbacteria“ Brown et al. 2015
  - Phylum: Ca. „Gottesmanbacteria“ Brown et al. 2015
  - Phylum: Ca. „Levybacteria“ Brown et al. 2015
  - Phylum: Ca. „Microgenomates“ [phylum] (d. h. s. s.) Rinke et al. 2013, mit einziger Klasse Microgenomatia
  - Phylum: Ca. „Pacebacteria“ Brown et al. 2015
  - Phylum: Ca. „Roizmanbacteria“ Brown et al. 2015
  - Phylum: Ca. „Shapirobacteria“ Brown et al. 2015
  - Phylum: Ca. „Woesebacteria“ Brown et al. 2015 (DUSEL-2, DUSEL-4)
  - Phylum: Ca. „Woykebacteria“ Anantharaman et al. 2016 (RIF34)[1][28]
  - Phylum: Ca. „Dojkabacteria“ Wrighton et al. 2016 (WS6)[27] – dem „Microgenomates“-Cluster nahestehend/basal
  - Phylum: Ca. „Katanobacteria“ Hug et al. 2016b (WWE3)[29][27] – dem „Microgenomates“-Cluster nahestehend/fast-basal

- Klade/Superphylum: Parcubacteria cluster/group, alias Candidate division OD1 (OP11-derived 1) s. l.[8][26][27]
  - Phylum: Ca. „Buchananbacteria“ Anantharaman et al. 2016 (RIF37) – bildet mit den folgenden die Hauptklade „Parcubacteria 1“…
  - Phylum: Ca. „Falkowbacteria“ Brown et al. 2015
  - Phylum: Ca. „Jacksonbacteria“ Anantharaman et al. 2016 (RIF38)
  - Phylum: Ca. „Kerfeldbacteria“ Anantharaman et al. 2016 (RIF4)
  - Phylum: Ca. „Komeilibacteria“ Anantharaman et al. 2016 (RIF6), mit Schreibvariante „Komelilbacteria“[26]
  - Phylum: Ca. „Kuenenbacteria“ Brown et al. 2015
  - Phylum: Ca. „Magasanikbacteria“ Brown et al. 2015[30]
  - Phylum: Ca. „Moranbacteria“ Brown et al. 2015 (OD1-i)
  - Phylum: Ca. „Parcubacteria“ [phylum] (d. h. s. s.) Rinke et al. 2013
  - Phylum: Ca. „Uhrbacteria i“ (gesplittet, da die „Uhrbacteria“ Brown et al. 2015 offenbar polyphyletisch sind: ad-hoc-Nummerierung)[27]
  - Phylum: Ca. „Uhrbacteria ii“[27]
  - Phylum: Ca. „Uhrbacteria“ Brown et al. 2015
  - Phylum: Ca. „Veblenbacteria“ Anantharaman et al. 2016 (RIF39)
  - Phylum: Ca. „Doudnabacteria“ Anantharaman et al. 2016 (SM2F11)(SM2F11)[8] – der Klade „Parcubacteria 1“ nahestehend
  - Phylum: Ca. „Veblenbacteria“ Anantharaman et al. 2016 (RIF39) – der Klade „Parcubacteria 1“ nahestehend
  - Phylum: Ca. „Gribaldobacteria“ Probst et al. 20186[27] – bildet mit den folgenden eine Klade „Parcubacteria 2“…
  - Phylum: Ca. „Nealsonbacteria“ Anantharaman et al. 2016 (RIF40)
  - Phylum: Ca. „Staskawiczbacteria“ Anantharaman et al. 2016 (RIF20)
  - Phylum: Ca. „Spechtbacteria“ Anantharaman et al. 2016 (RIF19)
  - Phylum: Ca. „Terrybacteria“ Anantharaman et al. 2016 (RIF13)
  - Phylum: Ca. „Wildermuthbacteria“ Anantharaman et al. 2016 (RIF21)
  - Phylum: Ca. „Brennerbacteria“ Anantharaman et al. 2016 (RIF18) – bildet mit den folgenden eine Klade „Parcubacteria 3“…
  - Phylum: Ca. „Colwellbacteria“ Anantharaman et al. 2016 (RIF41)
  - Phylum: Ca. „Harrisonbacteria“ Anantharaman et al. 2016 (RIF43)
  - Phylum: Ca. „Jorgensenbacteria“ Brown et al. 2015
  - Phylum: Ca. „Liptonbacteria“ Anantharaman et al. 2016 (RIF42)
  - Phylum: Ca. „Wolfebacteria“ Brown et al. 2015
  - Phylum: Ca. „Lloydbacteria“ Anantharaman et al. 2016 – bildet mit den folgenden eine Klade „Parcubacteria 4“…
  - Phylum: Ca. „Nomurabacteria“ Brown et al. 2015
  - Phylum: Ca. „Taylorbacteria“ Anantharaman et al. 2016 (RIF16)
  - Phylum: Ca. „Vogelbacteria“ Anantharaman et al. 2016 (RIF14)
  - Phylum: Ca. „Yonathbacteria“ Anantharaman et al. 2016 (RIF44)
  - Phylum: Ca. „Zambryskibacteria“ Anantharaman et al. 2016 (RIF15)
  - Phylum: Ca. „Adlerbacteria“ Brown  et al. 2015 (zu „Kaiserbacteria“?)
  - Phylum: Ca. „Kaiserbacteria“ Brown et al. 2015 [inkl. „Adlerbacteria“?]
  - Phylum: Ca. „Campbellbacteria i“ (gesplittet, da die „Campbellbacteria“ Brown et al. 2015 offenbar polyphyletisch sind: ad-hoc-Nummerierung)[27]
  - Phylum: Ca. „Campbellbacteria ii“[27]
  - Phylum: Ca. „Giovannonibacteria“ Brown et al. 2015 – der Klade „Parcubacteria 4“ nahestehend
  - Phylum: Ca. „Ryanbacteria“ Anantharaman et al. 2016 (RIF10) – ebenso
  - Phylum: Ca. „Sungbacteria“ Anantharaman et al. 2016 (RIF17) – ebenso
  - Phylum: Ca. „Tagabacteria“ Anantharaman et al. 2016 (RIF12) – ebenso
  - Phylum: Ca. „Andersenbacteria“ Anantharaman et al. 2016 (RIF9) – ebenso
  - Phylum: Ca. „Niyogibacteria“ Anantharaman et al. 2016 (RIF11) – ebenso
  - Phylum: Ca. „Portnoybacteria“ Anantharaman et al. 2016 (RIF22) – ebenso
  - Phylum: Ca. „Torokbacteria“ Probst et al. 2018[27] – keiner de obigen Kladen nahestehend…
  - Phylum: Ca. „Yanofskybacteria“ Brown et al. 2015
  - Phylum: Ca. „Azambacteria i“ (gesplittet, da die „Azambacteria“ Brown et al. 2015 offenbar polyphyletisch sind: ad-hoc-Nummerierung)
  - Phylum: Ca. „Azambacteria ii“
  - Phylum: Ca. „Brownbacteria“ Danczak et al. 2017[1]
  - Phylum: Ca. „Hugbacteria“ Danczak et al. 2017[1]
  - Phylum: Ca. „Parcunitrobacteria“ Castelle et al. 2017 (GWA2-38-13b)[31][32]

- Klade: Saccharibacteria Cluster
  - Phylum: Ca. „Berkelbacteria“ Wrighton et al. 2014 (ACD58)
  - Phylum: Ca. „Kazanbacteria“ Jaffe et al. 2020 (Kazan)
  - Phylum: Ca. „Howlettbacteria“ Probst et al. 2018 (CPR2)
  - Phylum: Ca. „Saccharibacteria“ Albertsen et al. 2013, alias Candidate division TM7 (Torf, mittlere Schicht 7), mit einziger Klasse „Saccharimonadia“ Lemos et al. 2019

- CPR-Mitgliedsphyla ohne Zuordnung zu einer solchen Klade/Superphylum:
  - Phylum: Ca. „Elulimicrobiota“ Rodriguez-R et al. 2020[33]
  - Phylum: Ca. „Wirthbacteria“ Hug et al. 2016[34]

### GTDB
Eine abweichende Taxonomie findet sich in der Genome Taxonomy Database (GTDB) – Stand 20. März 2022:
Phylum: Patescibacteria Rinke et al. 2013 alias CPR-Gruppe (englisch CPR group)
- Klasse Andersenbacteria
- Klasse Dojkabacteria
- Klasse Doudnabacteria
- Klasse Gracilibacteria
- Klasse Microgenomatia
- Klasse Paceibacteria
- Klasse Saccharimonadia
- Klasse ABY1 (mit Buchananbacterales, Magasanikbacterales,[16] Verblenbacterales, UBA1558 [order] syn. Komeilibacterales,[16][36][37] UBA9629 [order] syn. Jacksonbacterales,[16][38][39] …)
- Klasse CG2-30-54-11 [class], alias Wirthbacteria
- Klasse CPR2 [class], alias Howlettbacteria
- Klasse CPR2_A, alias Candidate division CPR2_a (Candidate Phyla Radiation 2A), Candidate division CPR2 (Candidate Phyla Radiation 2)[40]
- Klasse CPR3 [class], alias Candidate division CPR3 (Candidate Phyla Radiation 3)[41]
- Klasse WWE3, alias Katanobacteria, Candidate division CPR3
- Klasse 4484-211[42][43] (inkl. ehem. CPR3 und WWE3[44])
- Klasse GCA-2792135 [class], alias Torokbacteria[45][46][47]
- Klasse JABMPQ01 [class], zu Parcubacteria[48]
- Klasse JACMRA01 [class], zu Parcubacteria[49]
- Klasse Kazan-3B-28 [class], alias Kazanbacteria
- Klasse SICC01 [class]
- Klasse SOKK01 [class]
- Klasse UBA1384 [class], alias Berkelbacteria
- Klasse UBA6257 [class]
- Klasse UBA9983 [class]